# Castell de la Donzell
El Castell de la Donzell és una fortalesa documentada el 1190 del municipi de la Baronia de Rialb (Noguera). És un edifici declarat bé cultural d'interès nacional.

## Descripció
Es conserven les restes d'una torre i murs medievals del castell. Era un caseriu situat a 1,5 km de Sant Cristòfol de la Donzell, avui despoblat. Hi ha l'església romànica de Sant Pere de la Donzell, avui sense culte i convertida en magatzem, amb aparell del segle xi, d'una nau amb absis escapçat on hom ha obert una porta moderna; al mur de ponent té una porta, avui tapiada, d'arc de mig punt.
La Donzell i Sant Cristòfol, que constituí l'antiga dotació del cenobi de Sant Cristòfol de Salinoves, eren una propietat del monestir d'Olius i després dels canonges de Castellbó.